# BrooklynVegan
BrooklynVegan es una revista de música en línea estadounidense fundada en 2004 por David Levine. La compañía tiene su sede en Brooklyn, Nueva York, y originalmente se centró en la comida vegana y la comunidad musical en la ciudad de Nueva York y sus alrededores, antes de ampliar su alcance para cubrir artistas y eventos musicales en todo el mundo. Desde 2011, BrooklynVegan opera dos subsidiarias dedicadas a otras ciudades: BV Chicago, que presta servicios en Chicago, Illinois; y BV Austin, que presta servicios en Austin, Texas.
En 2013, BrooklynVegan adquirió la revista web germano-estadounidense Invisible Oranges y trasladó su sede a Estados Unidos. En 2015, BrooklynVegan y sus subsidiarias se afiliaron a Townsquare Media. En 2021, Project M Group compró BrooklynVegan y sus subsidiarias.

## Historia
BrooklynVegan comenzó en julio de 2004 como un blog que también cubría opciones de comida vegana en Brooklyn, Nueva York, antes de que el fundador y editor en jefe, Dave Levine, cambiara su enfoque para documentar más exclusivamente la comunidad de música en vivo del área metropolitana de la ciudad de Nueva York. Levine compró el dominio a principios de 2004, y el primer artículo del blog se publicó el 24 de agosto de 2004.
El blog ayuda a dar exposición a artistas nuevos y futuros, como con su entrega en la serie de publicaciones de blog Artist Discovery Series presentadas por Austin City Limits y Lollapalooza, y su programa en Sirius XM. El blog también muestra artistas en South by Southwest y en el festival anual de música de CMJ en Nueva York, cuando, en el verano de 2007, invitaron al entonces autopublicado Justin Vernon de Bon Iver a tocar en el Bowery Ballroom. A finales de 2008, Stereogum lo consideró el mejor blog musical del año. En 2009, BrooklynVegan encargó al periodista estadounidense y editor de la revista web The Obelisk, JJ Koczan, que cubriera el Festival Roadburn en su nombre con una serie de artículos exclusivos.
En 2011, BrooklynVegan amplió su ubicación con dos nuevos blogs impresos. BV Chicago se lanzó a principios de 2011 y está dedicado a Chicago, Illinois, mientras que BV Austin se lanzó a finales de 2011 y está dedicado a Austin, Texas. El 4 de enero de 2013, BrooklynVegan adquirió oficialmente Invisible Oranges, un blog de heavy metal germano-estadounidense, y el escritor Fred Pessaro, periodista de heavy metal de BrooklynVegan, se convirtió en editor en jefe de Invisible Oranges.
En julio de 2015, BrooklynVegan y sus tres subsidiarias se afiliaron al conglomerado estadounidense de medios de comunicación Townsquare Media, bajo su división Townsquare Music. En ese momento, Townsquare Music también era propietaria de Consequence of Sound, Hype Machine, Ultimate Classic Rock, Loudwire, Gorilla vs. Bear y Noisecreep.
En enero de 2021, BrooklynVegan y sus tres subsidiarias fueron compradas por la marca estadounidense de medios digitales y empresa de comercio electrónico Project M Group (que anteriormente había comprado 'Revolver, The Hard Times, Metal Edge, Inked y Goldmine). Como parte de la nueva asociación, BrooklynVegan e Invisible Oranges lanzaron una nueva tienda web que vende discos de vinilo, camisetas y ropa de bandas, así como juguetes y artículos de colección. Las tiendas son idénticas en BrooklynVegan, Invisible Oranges, Revolver, The Hard Times, Metal Edge, Inked y Goldmine, con contenido controlado y curado por Project M Group.